# 萨尔西
萨尔西（法語：Sarcy，法語發音：[saʁsi]）是法国马恩省的一个市镇，属于兰斯区。

## 地理
萨尔西（49°12'25"N, 3°49'29"E）面积6.9 平方千米，位于法国大東部大區马恩省，该省份为法国东北部内陆省份，北起阿登省，西北接埃纳省，西南接塞纳-马恩省，南至奥布省，东南接上马恩省，东临默兹省。
与萨尔西接壤的市镇（或旧市镇、城区）包括：尚布雷西、欧比伊、布利尼、普瓦伊、塔德努瓦城。

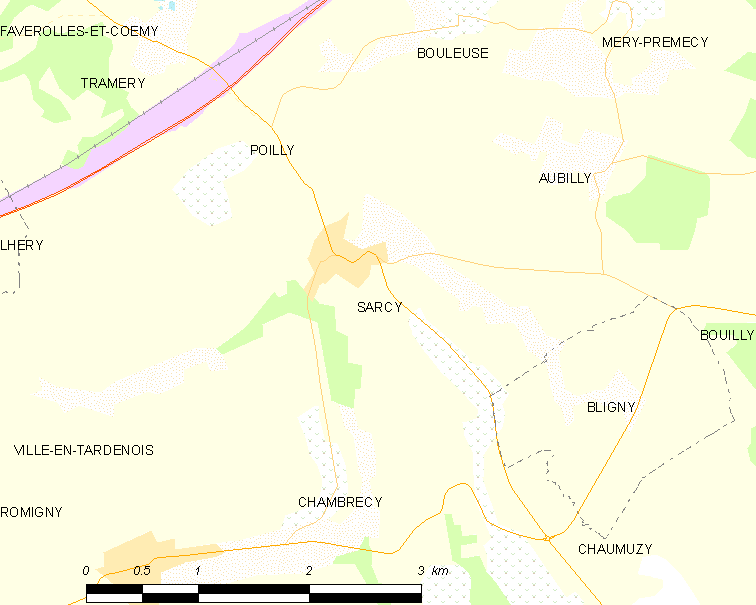
萨尔西的OSM定位图

萨尔西的时区为UTC+01:00、UTC+02:00（夏令时）。

## 行政
萨尔西的邮政编码为51170，INSEE市镇编码为51523。

## 政治
萨尔西所属的省级选区为多尔芒-香槟景县。

## 人口

1962-2008年间萨尔西人口变化图示

萨尔西于2022年1月1日时的人口数量为268人。